# Heymoonshaker
Heymoonshaker est un groupe de blues britannique, originaire de l'Angleterre. Formé en 2008 en Nouvelle-Zélande, il est composé de deux membres, Andy Balcon (de son vrai prénom Andrew) au chant et à la guitare, et Dave Crowe à la boîte à rythmes humaine et à l'harmonica. 

## Biographie
Andy Balcon part en Nouvelle-Zélande où il joue des concerts avant d'acheter un van et s'en va pour l'Île du Sud où il rencontre dans un camping un beatboxer dénommé Dave Crowe (de son vrai prénom David). Ils décident de créer ensemble un duo de beatbox blues et jouent dans la rue,. Le nom Heymoonshaker conservé, ils partent en tournée de Nelson à Christchurch pour le festival international des musiciens ambulants, le World Buskers Festival,.
Leurs débuts ressemblent à des improvisations de blues sur des rythmes vocaux qui n'ont jamais été écrits mais ont progressivement construit les débuts des chansons. Leur talent se répand sur Internet, avec la vidéo London Part 2, qui compte plus de 20 millions de vues sur YouTube ; en 2017, elle compte plus de 40 millions de vues.
En 2012, ils publient avec leurs moyens, le premier album du groupe, Beatbox Blues, vendus uniquement à la fin des concerts. Ils accumulent plus de 20 000 ventes et depuis février, ont l’occasion de se produire en Suède, Australie, Suisse, Nouvelle-Zélande, Allemagne et en France. En 2013, ils sortent leur EP intitulé Shakerism,,. En 2014, ils partent en tournée avec 160 concerts à travers le monde, mais ce sont souvent dans les plus grands festivals auxquels ils reviennent.
En 2015, la production Dify Records remarque le groupe, et signe un contrat avec lui en juin 2015. La même année, ils publient un album intitulé Noir,, enregistré au Recall Studio dans le sud de la France avec l'aide de Joachim Olaya, Aufgang, Bachar Khalife, en y insérant notamment de nouveaux instruments tels que des cordes, une basse. « Les nouveaux instruments sont définitivement les bienvenus, et ces nouvelles couleurs rendent la musique de Heymoonshaker plus vivante, un peu à la manière d’un Jack White croisé avec un John Butler, les sons du premier, et la musicalité du second. Ou l’inverse selon les morceaux ». Le groupe annonce une tournée internationale (Europe, Canada, Brésil) et au Mama festival à la Cigale, à Paris. Ils repartent à nouveau en tournée au premier semestre 2016 et sortent en avril, leur deuxième single Feel Love, dont le clip est tourné dans des décors somptueux en Jordanie. En 2017, le groupe part en tournée internationale passant par la République tchèque, la Slovénie, la France, ainsi dans leurs pays natal le Royaume-Uni. Le 23 février 2018, le groupe participe au festival Hibernarock de Salers, en France.

## Membres
Andy Balcon est né en 1988 à Leeds, en Angleterre. Il découvre la musique à l'âge de 12 ans, il apprend la guitare et le piano, six mois après il joue pour la première fois sur scène avant de visiter quelques autres lieux de culte dans la région. C'est dans une école secondaire qu'il a formé son premier groupe (un groupe de rock), après avoir terminé ses études, Andy est allé travailler dans un parc de skate. Ce nouveau monde l'a ouvert à de nouveaux genres musicaux. Après, Andy a travaillé dans un centre d'art communautaire et commence à jouer dans les clubs. Il a toujours conservé son rêve d'adolescent faire de la musique en voyageant. Avec cette entreprise, il a accepté un travail qui lui a permis de faire son premier voyage en France dans une station des Alpes. Il est resté six mois avant de repartir. À son retour en Angleterre, il effectue quelques concerts, ainsi que la première partie de Frank Turner un chanteur post-punk/folk.
Dave Crowe est né en 1988 à Ledbury, au Royaume-Uni. Dans les années 2000, il découvre une passion pour le Beatbox via le rappeur A-Plus (en). Il prend un an pour se perfectionner puis rejoint le groupe The Anomalies. Il part en tournée avec eux pendant deux ans pour voyager et vivre de son talent. Il parcourt ensuite l'Europe, l'Asie, l'Inde, le Moyen-Orient ; c'est dans les rues où il commence à faire découvrir sa passion qu'il apprend à rassembler un public de passants. Rapidement remarqué, il participe à plusieurs festivals, mais aussi dans des clubs anglais où le dubstep règne et à la saison 2 de l'émission Britain's Got Talent,. En 2010, il est finaliste de UK Beatbox Championships (en).

## Discographie

### Albums
- 2012 : Beatbox Blues
- 2013 : Shakerism (EP)
- 2015 : Noir (Dify Records)
- 2017 : Live in France

### Singles
- 2013 : Ten Letter Word
- 2015 : Feel Love

### Clips
- 2013 : Wallet Switche
- 2013 : Devil in Mind
- 2013 : Premature Blues
- 2013 : Cream F Feeling
- 2013 : Big Bop Boom
- 2013 : Colly Drop
- 2013 : Crowe Solo
- 2013 : Part 1
- 2013 : Madame Perry (Deezer Session)
- 2013 : Hoochie Coochie Drop (Deezer Session)
- 2015 : Find Myself A Home
- 2015 : Take The Reins
- 2015 : Best Of My Love
- 2015 : Amandine
- 2015 : Streets Of England
- 2015 : MF45
- 2015 : Stoned
- 2015 : Lazy Eye
- 2015 : Wheels In Motion
- 2015 : Coz I Luv You
- 2015 : Heavy Grip
- 2016 : Feel Love (Grand Yellow Remix)